# Сайлиобод
Сайлиобо́д (тадж. Ҷамоати деҳоти Сайлиобод, до 22 марта 2022 г. — джамоат Алга) — сельский джамоат Лахшского района Таджикистана. Расстояние до центра района — 50 км. Население 4567 человек (2017 г.), таджики и киргизы. Села:
- Гулзорон (бывш. Гулама)
- Доманакух (бывш. Саргой)
- Мехробод (бывш. Дувана)
- Себистон (бывш. Ачикалма)
- Тоджварон (бывш. Карамик)

Назван в честь Рахмоновой, Сайли.